# Gouverneurswahl in Georgia 2022
Die Gouverneurswahl in Georgia 2022 um für die nächsten vier Jahre einen Gouverneur und einen Vizegouverneur für den US-Bundesstaat Georgia zu wählen, fand am 8. November 2022 statt. Die Republikaner Brian Kemp und Burt Jones konnten sich bei der Wahl durchsetzen.

## Wahlmodus
Der Gouverneur und der Vizegouverneur von Georgia werden alle vier Jahre gewählt. Der Gouverneur ist gleichzeitig Staats- und Regierungschef von Georgia. Der Gouverneur kann einmal wiedergewählt werden. Weitere Wiederwahlen sind erst nach vier Jahren möglich. Der Vizegouverneur ist Vorsitzender des Staatssenat, wobei er nur formale Pflichten wahrnimmt, und ist der Nachfolger des Gouverneurs, wenn dieser zurücktritt, stirbt oder des Amtes enthoben wird. Für den Vizegouverneur gibt es keine Amtszeitbeschränkungen. Die Anwärter für beide Ämter müssen bei der Amtseinführung mindestens 30 Jahre alt sein und seit 15 Jahren in den USA und seit sechs Jahren in Georgia leben. Die Wahl findet wie alle anderen staatsweiten Wahlen am Dienstag nach dem ersten Montag im November – 2022 ist das der 8. November – statt. Die Amtseinführung findet zeitgleich mit der ersten Sitzung der Georgia General Assembly statt. Eine Besonderheit im Wahlrecht von Georgia ist, dass bei allen Wahlen eine Stichwahl erforderlich wird, wenn keiner der Kandidaten im ersten Wahlgang eine absolute Mehrheit erreicht. Die beiden großen Parteien, Demokraten und Republikaner, bestimmten ihre Kandidaten durch Vorwahlen (Primaries), die am 24. Mai stattfanden. Die entsprechenden Stichwahlen fanden am 21. Juni statt.

## Demokratische Vorwahl

### Gouverneur
Die einzige Kandidatin war Stacey Abrams, ehemalige Minderheitsführerin im Repräsentantenhaus von Georgia (2011–2017). Abrams war bereits 2018 die demokratische Kandidatin.
| Wahl                               | Wahl          | Stimmen | %     |  |
| ---------------------------------- | ------------- | ------- | ----- |  |
|                                    | Stacey Abrams | 727.168 | 100,0 |  |
| Gesamt                             | Gesamt        | 727.168 | 100   |  |
|                                    |               |         |       |  |
| Quelle: Georgia Secretary of State |               |         |       |  |

### Vizegouverneur

#### Kandidaten
(Quelle:)
- Erick Allen, Abgeordneter im Repräsentantenhaus von Georgia (seit 2019)[2]
- Charlie Bailey, stellvertretender Bezirksstaatsanwalt von Fulton County,[3] Kandidat für die Wahl zum Attorney General von Georgia 2018[4]
- Tyrone Brooks Jr., Manager[1]
- Tony Brown, Air Force Veteran, Gutachter[1]
- Kwanza Hall, ehemaliger Kongressabgeordneter (2020–2021) und Kandidat in der Bürgermeisterwahl von Atlanta 2017[5]
- Jason Hayes, Arzt[1]
- Derrick Jackson, Abgeordneter im Repräsentantenhaus von Georgia (seit 2017)[6]
- Rashid Malik, Unternehmer[1]
- Bryan Miller, Enkel des früheren US-Senators Zell Miller (Kandidatur zurückgezogen)[7]
- Renitta Shanon, Abgeordnete im Repräsentantenhaus von Georgia (seit 2017)[8]

#### TV-Debatten
| Datum        | Organisator                                    | Allen | Bailey | Brooks Jr. | Brown | Hall | Hayes | Jackson | Malik | Shanon |
| ------------ | ---------------------------------------------- | ----- | ------ | ---------- | ----- | ---- | ----- | ------- | ----- | ------ |
| 3. Mai 2022  | Atlanta Press Club Georgia Public Broadcasting | T     | T      | T          | T     | E    | T     | T       | E     | T      |
| 6. Juni 2022 | Atlanta Press Club Georgia Public Broadcasting | NE    | T      | NE         | NE    | T    | NE    | NE      | NE    | NE     |

Legende: T: eingeladen; E: eingeladen; NE: nicht eingeladen

#### Wahlempfehlungen
Das Partei-Establishment unterstützte mehrheitlich Charlie Bailey.
| Charlie Bailey | Erick Allen                                                            |
| --- | ---------------------------------------------------------------------- |
| - Hank Johnson, Kongressabgeordneter für Georgia (seit 2007) - Lucy McBath, Kongressabgeordnete für Georgia (seit 2019) - Roy Barnes, ehemaliger Gouverneur in Georgia (1999–2003) - Mark Taylor, ehemaliger Vizegouverneur in Georgia (1999–2007) - DuBose Porter, ehemaliger Minderheitsführer im Repräsentantenhaus von Georgia (2005–2011), ehemaliger Vorsitzender der Georgia Democratic Party (2013–2019) - Stacey Abrams, Gouverneurskandidatin 2022 (empfahl Bailey nach dem ersten Wahlgang) - Jason Carter, Gouverneurskandidat 2014, ehemaliger Staatssenator (2010–2015), Enkel von Jimmy Carter - Steve Henson, ehemaliger Minderheitsführer im Staatssenat (2011–2021) - Michelle Au, Staatssenatorin - den folgenden Abgeordneten im Repräsentantenhaus von Georgia: Al Williams, Spencer Frye, Miriam Paris, Angelika Kausche - Shirley Franklin, ehemalige Bürgermeisterin von Atlanta (2002–2010) | - Sarah Riggs Amico, Kandidatin für die Wahl zur Vizegouverneurin 2018 |

#### Umfragen
| Quelle    | Datum      | Allen | Bailey | Brooks Jr. | Brown | Hall | Hayes | Jackson | Malik | Shannon | Unentschlossen |
| --------- | ---------- | ----- | ------ | ---------- | ----- | ---- | ----- | ------- | ----- | ------- | -------------- |
| SurveyUSA | 27.04.2022 | 2 %   | 3 %    | 4 %        | 3 %   | 11 % | 3 %   | 5 %     | 2 %   | 4 %     | 62 %           |

#### Ergebnis
| Wahl                                                           | Wahl              | 1. Wahlgang | 1. Wahlgang | 2. Wahlgang | 2. Wahlgang |  |
| Wahl                                                           | Wahl              | Stimmen     | %           | Stimmen     | %           |  |
| -------------------------------------------------------------- | ----------------- | ----------- | ----------- | ----------- | ----------- |  |
|                                                                | Charlie Bailey    | 121.750     | 17,6        | 162.771     | 63,1        |  |
|                                                                | Kwanza Hall       | 208.249     | 30,2        | 95.375      | 36,9        |  |
|                                                                | Renitta Shannon   | 99.877      | 14,5        |             |             |  |
|                                                                | Tyrone Brooks Jr. | 74.855      | 10,8        |             |             |  |
|                                                                | Erick Allen       | 63.222      | 9,2         |             |             |  |
|                                                                | Derrick Jackson   | 60.706      | 8,8         |             |             |  |
|                                                                | Tony Brown        | 27.905      | 4,0         |             |             |  |
|                                                                | Jason Hayes       | 21.415      | 3,1         |             |             |  |
|                                                                | Rashid Malik      | 12.610      | 1,8         |             |             |  |
| Gesamt                                                         | Gesamt            | 690.589     | 100         | 258.146     | 100         |  |
|                                                                |                   |             |             |             |             |  |
| Quellen: Georgia Secretary of State, 1. Wahlgang – 2. Wahlgang |                   |             |             |             |             |  |

### Secretary of State

#### Kandidaten
- Dee Dawkins-Haigler, ehemalige Abgeordnete im Repräsentantenhaus von Georgia (2008–2017), war bereits Kandidatin in den Vorwahlen 2018
- John Eaver, ehemaliger Chairman der Fulton County Commission (2006–2017), Kandidat in der Bürgermeisterwahl von Atlanta 2017, Vorwahlskandidat für den siebten Kongressbezirk 2020
- Floyd Griffin, ehemaliger Staatssenator (1995–1999), Vorwahlskandidat für das Vizegouverneursamt 1998, ehemaliger Bürgermeister von Medgeville (2001–2005)

- Bee Nguyen, Abgeordnete im Repräsentantenhaus von Georgia (seit 2017)
- Michael Owens, ehemaliger Vorsitzende der Demokratischen Partei im Cobb County, Vorwahlskandidat für den 13. Kongressbezirk 2020

#### Wahlempfehlungen
| Bee Nguyen | Michael Owens                                                                                          |
| --- | --- |
| - Stacey Abrams, Gouverneurskandidatin 2022 (empfahl Nguyen nach dem ersten Wahlgang) - Vier Staatssenatoren und Zehn Mitglieder des Repräsentantenhauses von Georgia - Ben Ku und Kirkland Garden, Mitglieder der Gwinnett County Commission - EMILY's List - End Citizen United (Organisation für die Einschränkung von Wahlkampfspenden) - NARAL Pro-Choice America - People for the American Way (progressive Organisation) | - Roy Barnes, ehemaliger Gouverneur von Georgia (1999–2003) - Michael Phett, Staatssenator (seit 2015) |

#### TV-Debatten
| Datum       | Organisator                                    | Dawkins-Haigler | Eaver | Griffin | Nguyen | Owens |
| ----------- | ---------------------------------------------- | --------------- | ----- | ------- | ------ | ----- |
| 2. Mai 2022 | Atlanta Press Club Georgia Public Broadcasting | T               | T     | T       | T      | T     |

Legende: T: teilgenommen

#### Umfragen
| Quelle          | Datum          | Dawkins-Haigler | Eaves | Griffin | Nguyen | Owens | Sonstige |
| --------------- | -------------- | --------------- | ----- | ------- | ------ | ----- | -------- |
| SurveyUSA       | 27. April 2022 | 7 %             | 7 %   | 6 %     | 12 %   | 9 %   | 60 %     |
| Emerson College | 3. April 2022  | 13 %            | 14 %  | 4 %     | 7 %    | 5 %   | 57 %     |

#### Ergebnis
| Wahl                                                           | Wahl                | 1. Wahlgang | 1. Wahlgang | 2. Wahlgang | 2. Wahlgang |  |
| Wahl                                                           | Wahl                | Stimmen     | %           | Stimmen     | %           |  |
| -------------------------------------------------------------- | ------------------- | ----------- | ----------- | ----------- | ----------- |  |
|                                                                | Bee Nguyen          | 309.437     | 44,3        | 198.511     | 77,0        |  |
|                                                                | Dee Dawkins-Haigler | 130.278     | 18,7        | 59.310      | 23,0        |  |
|                                                                | Michael Owens       | 114.621     | 16,4        |             |             |  |
|                                                                | Floyd Griffin       | 75.423      | 10,8        |             |             |  |
|                                                                | John Eaves          | 68.233      | 9,8         |             |             |  |
| Gesamt                                                         | Gesamt              | 697.992     | 100         | 257.821     | 100         |  |
|                                                                |                     |             |             |             |             |  |
| Quellen: Georgia Secretary of State, 1. Wahlgang – 2. Wahlgang |                     |             |             |             |             |  |

### Attorney General

#### Kandidaten
- Jen Jordan, Staatssenatorin seit 2017
- Christian Wise Smith, Anwalt
- Charlie Bailey, stellvertretender Staatsanwalt des Fulton Countys, war der demokratische Kandidat für das Amt 2018 (Kandidatur zurückgezogen, kandidierte stattdessen in den Vorwahl für das Amt des Vizegouverneurs)

#### Wahlempfehlungen
| Jen Jordan |
| --- |
| - EMILY's List - End Citizens United (Organisation für die Einschränkung von Wahlkampfspenden) - NARAL Pro-Choice America - Giffords (Organisation für strengere Waffengesetze) |

#### Wahlergebnis

Brian Kemps Ergebnisse in den einzelnen Countys

| Wahl                               | Wahl                 | Stimmen | %    |  |
| ---------------------------------- | -------------------- | ------- | ---- |  |
|                                    | Jen Jordan           | 533.266 | 77,6 |  |
|                                    | Christian Wise Smith | 153.928 | 22,4 |  |
| Gesamt                             | Gesamt               | 687.194 | 100  |  |
|                                    |                      |         |      |  |
| Quelle: Georgia Secretary of State |                      |         |      |  |

## Republikanische Vorwahl

### Gouverneur

#### Kandidaten
(Quelle:)
- Catherine Davis, Personalfachkraft, engagiert in verschiedenen NGOSs[1][17]
- Vernon Jones, ehemaliger Abgeordneter im Repräsentantenhaus von Georgia (1993–2001; 2017–2021), Chief Executive Officer von DeKalb County (2001–2009), bis 2020 Demokrat (Kandidatur zurückgezogen; kandidierte stattdessen für das US-Repräsentantenhaus; empfahl Perdue)
- Brian Kemp, Amtsinhaber (seit 2019)
- David Perdue, ehemaliger US-Senator (2015–2021)
- Kandiss Taylor, Lehrerin[17] und eine von mehreren republikanischen Kandidaten bei der Wahl zum US-Senat 2020[18]
- Tom Williams, Pensionär im öffentlichen Dienst[1][17]

#### TV-Debatten
| Datum          | Organisator                                    | Catherine Davis | Brian Kemp | David Perdue | Kandiss Taylor | Tom Williams |
| -------------- | ---------------------------------------------- | --------------- | ---------- | ------------ | -------------- | ------------ |
| 24. April 2022 | WSB-TV                                         | NE              | T          | T            | NE             | NE           |
| 28. April 2022 | WTOC-TV                                        | NE              | T          | T            | NE             | NE           |
| 1. Mai 2022    | Atlanta Press Club Georgia Public Broadcasting | T               | T          | T            | T              | T            |

Legende: T: teilgenommen, NE: Nicht eingeladen

#### Wahlempfehlungen
Brian Kemp wurde vom Partei-Establishment unterstützt, darunter von George W. Bush, Mike Pence, der Organisation republikanischer Gouverneur, der Handelskammer von Georgia und diversen Amtsträgern aus dem Bundesstaat. Donald Trump, dem weiterhin signifikanter Einfluss in der Partei zugerechnet wird, unterstützte hingegen Perdue, da sich Kemp weigerte gegen das Wahlergebnis der Präsidentschaftswahl 2020 in Georgia vorzugehen. Trump und Perdue behaupteten ohne dafür Belege anzuführen, es sei in Georgia zu Wahlbetrug gekommen und die Republikaner hätten den Bundesstaat gewonnen (siehe Präsidentschaftswahl in den Vereinigten Staaten 2020#Zweifel an der Rechtmäßigkeit des Wahlergebnisses und an geordnetem Wahlausgang)
| Vernon Jones | Brian Kemp | David Perdue |
| --- | --- | --- |
| - Michael Flynn, Generalleutnant, ehemaliger Nationaler Sicherheitsberater (2017) - Rudy Giuliani, ehemaliger Justizminister (1981–1983), ehemaliger Bürgermeister von New York (1994–2001) - Bernard Kerik, ehemaliger Polizeichef New Yorks (2000–2001), ehemaliger Innenminister in der US-amerikanischen Zivilregierung des Irak (2003) - Travis Tritt, Country-Sänger, Songwriter, Schauspieler | - George W. Bush, ehemaliger US-Präsident (2001–2009) - Mike Pence, ehemaliger Vize-Präsident (2017–2021) - Chris Christie, ehemaliger Gouverneur von New Jersey (2010–2018), Vorwahlkandidat für die Präsidentschaft 2016 - Chris Carr, Justizminister von Georgia (seit 2016) - Geoff Duncan, Vizegouverneur von Georgia (seit 2018) - Mike Bodker, Bürgermeister von Johns Creek (seit 2019) - Rusty Paul, Bürgermeister von Sandy Springs (seit 2014) - Republican Governors Association - Handelskammer von Georgia | - Donald Trump, ehemaliger US-Präsident (2017–2021) - Sarah Palin, ehemalige Gouverneurin von Alaska (2006–2009) - Vernon Jones, zog seine Kandidatur am 7. Februar zurück |

#### Umfragen
| Quelle                                                | Datum             | Kemp   | Jones | Perdue | Taylor | Sonstige | Unentschlossen |
| ----------------------------------------------------- | ----------------- | ------ | ----- | ------ | ------ | -------- | -------------- |
| Zusammenfassung der Umfragen                          |                   |        |       |        |        |          |                |
| Real Clear Politics                                   | 24. Mai 2022      | 54,7 % | –     | 35,3 % | 5,3 %  | 4,7 %    | –              |
| Umfragen                                              |                   |        |       |        |        |          |                |
| The Trafalgar Group (R)                               | 23. Mai 2022      | 52 %   | –     | 38 %   | 5 %    | 1 %      | 4 %            |
| Landmark Communications                               | 22. Mai 2022      | 60 %   | –     | 30 %   | 5 %    | 1 %      | 4 %            |
| Insider Advantage (R)                                 | 20. Mai 2022      | 52 %   | –     | 38 %   | 6 %    | 1 %      | 4 %            |
| Fow News                                              | 12. Mai 2022      | 60 %   | –     | 28 %   | 6 %    | 2 %      | 3 %            |
| ARW Strategies (R)                                    | 1. Mai 2022       | 59 %   | –     | 22 %   | 7 %    | 2 %      | 11 %           |
| Insider Advantage (R)                                 | 1. Mai 2022       | 54 %   | –     | 38 %   | 4 %    | 2 %      | 2 %            |
| SurveyUSA                                             | 27. April 2022    | 56 %   | –     | 31 %   | 3 %    | 2 %      | 8 %            |
| University of Georgia                                 | 22. April 2022    | 53 %   | –     | 27 %   | 4 %    | 1 %      | 15 %           |
| Guidant Polling & Strategy (R)                        | 21. April 2022    | 57 %   | –     | 31 %   | –      | –        | 12 %           |
| Landmark Communications (R)                           | 10. April 2022    | 52 %   | –     | 28 %   | 10     | 1 %      | 10 %           |
| Spry Strategies (R)                                   | 10. April 2022    | 47 %   | –     | 35 %   | 3      | 1 %      | 14 %           |
| University of Georgia                                 | 8. April 2022     | 48 %   | –     | 37 %   | 2      | 1 %      | 12 %           |
| Emerson College                                       | 3. April 2022     | 43 %   | –     | 32 %   | 2 %    | 6 %      | 17 %           |
| Cygnal (R)                                            | 31. März 2022     | 49 %   | –     | 33 %   | 5 %    | 1 %      | 12 %           |
| BK Strategies (R)                                     | 8. März 2022      | 48 %   | –     | 33 %   | –      | 4 %      | 14 %           |
| Fox News                                              | 6. März 2022      | 50 %   | –     | 39 %   | –      | 4 %      | 6 %            |
| American Viewpoint (R)                                | 3. März 2022      | 51 %   | –     | 35 %   | –      | 6 %      | 8 %            |
| Insider Advantage (R)                                 | 1. März 2022      | 44 %   | –     | 35 %   | 3 %    | 3 %      | 15 %           |
| The Trafalgar Group (R)                               | 13. Februar 2022  | 49 %   | –     | 40 %   | 3 %    | 1 %      | 8 %            |
| Jones zieht seine Kandidatur zurück (7. Februar 2022) |                   |        |       |        |        |          |                |
| Quinnipiac University                                 | 24. Januar 2022   | 43 %   | 10 %  | 36 %   | 4 %    | 1 %      | 5 %            |
| Insider Advantage (R)                                 | 6. Dezember 2021  | 41 %   | 11 %  | 22 %   | 4 %    | –        | 23 %           |
| American View Point (R) (finanziert von Kemp)         | 6. Dezember 2021  | 54 %   | 12 %  | 22 %   | –      | 3 %      | 7 %            |
| The Trafalgar Group (R)                               | 4. September 2021 | 48 %   | 25 %  | –      | 7 %    | 1 %      | 19 %           |
| Fabrizio Lee (R)                                      | 12. August 2021   | 41 %   | 19 %  | 16 %   | 3 %    | <1 %     | 20 %           |

#### Wahlergebnis
| Wahl                               | Wahl            | Stimmen   | %    |  |
| ---------------------------------- | --------------- | --------- | ---- |  |
|                                    | Brian Kemp      | 888.078   | 73,7 |  |
|                                    | David Perdue    | 262.389   | 21,8 |  |
|                                    | Kandiss Taylor  | 41.232    | 3,4  |  |
|                                    | Catherine Davis | 9.788     | 0,8  |  |
|                                    | Tom Williams    | 3.255     | 0,3  |  |
| Gesamt                             | Gesamt          | 1.204.742 | 100  |  |
|                                    |                 |           |      |  |
| Quelle: Georgia Secretary of State |                 |           |      |  |

### Vizegouverneur

#### Kandidaten
(Quelle:)
- Burt Jones, Staatssenator (seit 2013)[27]
- Mack McGregor, Produktionsmanager
- Butch Miller, Staatssenator (seit 2010),[28] Präsident pro Tempore (seit 2018)[29]
- Jeanne Seaver, Aktivistin und Vorwahlskandidatin für das US-Repräsentantenhaus 2010

#### TV-Debatten
| Datum       | Organisator                                    | Burt Jones | Mack McGregor | Butch Miller | Jeanne Seaver |
| ----------- | ---------------------------------------------- | ---------- | ------------- | ------------ | ------------- |
| 3. Mai 2022 | Atlanta Press Club Georgia Public Broadcasting | T          | T             | T            | T             |

Legende: T: teilgenommen

#### Wahlempfehlungen
| Burt Jones                                          |
| --------------------------------------------------- |
| - Donald Trump, ehemaliger US-Präsident (2017–2021) |

#### Umfragen
| Quelle                                                              | Datum          | Jones | Miller | Gregor | Seaver | Sonstige | Unentschlossen |
| ------------------------------------------------------------------- | -------------- | ----- | ------ | ------ | ------ | -------- | -------------- |
| Landmark Communications (R)                                         | 22. Mai 2022   | 44 %  | 23 %   | 5 %    | 6 %    | –        | 22 %           |
| ARW Strategies (Memento vom 3. Mai 2022 im Webarchiv archive.today) | 1. Mai 2022    | 31 %  | 15 %   | 3 %    | 4 %    | –        | 47 %           |
| SurveyUSA                                                           | 27. April 2022 | 14 %  | 15 %   | 8 %    | 4 %    | –        | 59 %           |
| University of Georgia                                               | 22. April 2022 | 27 %  | 14 %   | 6 %    | 2 %    | –        | 52 %           |
| Guidant Polling & Strategy (R)                                      | 21. April 2022 | 20 %  | 13 %   | 3 %    | 2 %    | –        | 62 %           |
| Landmark Communications (R)                                         | 10. April 2022 | 29 %  | 12 %   | 4 %    | 2 %    | –        | 54 %           |
| University of Georgia                                               | 8. April 2022  | 30 %  | 11 %   | 4 %    | 1 %    | –        | 54 %           |
| Insider Advantage (R)                                               | 1. März 2022   | 32 %  | 14 %   | –      | –      | 4 %      | 51 %           |

#### Wahlergebnis
| Wahl                               | Wahl          | Stimmen   | %    |  |
| ---------------------------------- | ------------- | --------- | ---- |  |
|                                    | Burt Jones    | 558.979   | 50,1 |  |
|                                    | Butch Miller  | 347.547   | 31,1 |  |
|                                    | Mack McGregor | 125.916   | 11,3 |  |
|                                    | Jeanne Seaver | 84.225    | 7,5  |  |
| Gesamt                             | Gesamt        | 1.116.667 | 100  |  |
|                                    |               |           |      |  |
| Quelle: Georgia Secretary of State |               |           |      |  |

### Secretary of State

#### Kandidaten
- David Belle Isle, ehemaliger Bürgermeister von Alpharetta, Vorwahlskandidat für das Amt 2018
- Jody Hice, Kongressabgeordneter (seit 2015), Mitglied im Freedom Caucus
- T.J. Hudson, ehemaliger Nachlassrichter
- Brad Raffensperger, Amtsinhaber (seit 2019)

#### Wahlempfehlungen
| Jody Hice | David Belle Isle                                               |
| --- | -------------------------------------------------------------- |
| - Donald Trump, ehemaliger US-Präsident (2017–2021) - Matt Gaetz, Kongressabgeordneter für Florida (seit 2017) - Marjorie Taylor Greene, Kongressabgeordnete für Georgia (seit 2021) - America First Secretary of State Coalition - American Conservative Union - Gun Owners of America | - 20 amtierende Bürgermeister und weitere kommunale Amtsträger |

#### TV-Debatten
| Datum       | Organisator                                    | David Belle Isle | Jody Hice | T.J. Hudson | Brad Raffensperger |
| ----------- | ---------------------------------------------- | ---------------- | --------- | ----------- | ------------------ |
| 2. Mai 2022 | Atlanta Press Club Georgia Public Broadcasting | T                | T         | T           | T                  |

Legende: T: teilgenommen

#### Umfragen
|                         |                | Isle | Hice | Hudson | Raffensperger | Unentschlossen |
| ----------------------- | -------------- | ---- | ---- | ------ | ------------- | -------------- |
| Landmark Communications | 22. Mai 2022   | 9 %  | 39 % | 2 %    | 38 %          | 11 %           |
| SurveyUSA               | 27. April 2022 | 4 %  | 20 % | 5 %    | 31 %          | 40 %           |
| University of Georgia   | 22. April 2022 | 5 %  | 26 % | 4 %    | 28 %          | 37 %           |
| Landmark Communications | 10. April 2022 | 10 % | 35 % | 3 %    | 18 %          | 33 %           |
| University of Georgia   | 8. April 2022  | 4 %  | 30 % | 4 %    | 23 %          | 39 %           |
| Emerson College         | 3. April 2022  | 6 %  | 26 % | 3 %    | 29 %          | 37 %           |

#### Wahlergebnisse
| Wahl                               | Wahl               | Stimmen   | %    |  |
| ---------------------------------- | ------------------ | --------- | ---- |  |
|                                    | Brad Raffensperger | 611.616   | 52,4 |  |
|                                    | Jody Hice          | 389.447   | 33,3 |  |
|                                    | David Belle Isle   | 103.272   | 8,8  |  |
|                                    | TJ Hudson          | 63.646    | 5,4  |  |
| Gesamt                             | Gesamt             | 1.167.981 | 100  |  |
|                                    |                    |           |      |  |
| Quelle: Georgia Secretary of State |                    |           |      |  |

### Attorney General

#### Kandidaten
- Chris Carr, Amtsinhaber (seit 2018)
- John Gordon, Geschäftsmann und Anwalt

#### Wahlempfehlungen
| John Gordon                                         |
| --------------------------------------------------- |
| - Donald Trump, ehemaliger US-Präsident (2017–2021) |

#### Umfragen
| Quelle                  | Datum          | Chris Carr | John Gordon | Unentschlossen |
| ----------------------- | -------------- | ---------- | ----------- | -------------- |
| Landmark Communications | 22. Mai 2022   | 49 %       | 24 %        | 27 %           |
| ARW Strategies          | 1. Mai 2022    | 25 %       | 9 %         | 66 %           |
| Landmark Communications | 10. April 2022 | 32 %       | 17 %        | 52 %           |

#### Wahlergebnis
| Wahl                               | Wahl        | Stimmen   | %    |  |
| ---------------------------------- | ----------- | --------- | ---- |  |
|                                    | Chris Carr  | 834.383   | 73,7 |  |
|                                    | John Gordon | 297.037   | 26,3 |  |
| Gesamt                             | Gesamt      | 1.131.420 | 100  |  |
|                                    |             |           |      |  |
| Quelle: Georgia Secretary of State |             |           |      |  |

## Hauptwahl

### Gouverneur

#### Prognosen
| Quelle                | Vorhersage                          | Datum             |
| --------------------- | ----------------------------------- | ----------------- |
| Real Clear Politics   | Tossup                              |                   |
| Inside Elections      | Lean R                              | 4. März 2022      |
| Fox News              | Tossup                              | 12. Mai 2022      |
| Politico              | Tossup                              | 8. Juni 2022      |
| Sabato's Crystal Ball | Lean R                              | 29. Juni 2022     |
| Cook Political Report | Lean R                              | 26. Juli 2022     |
| FiveThirtyEight       | Likely R (Wahrscheinlichkeit: 86 %) | 1. September 2022 |

#### Wahlempfehlungen
| Brian Kemp | Stacey Abrams |
| --- | --- |
| - George W. Bush, US-Präsident (2001–2009) - Nikki Haley, ehemalige Gouverneurin von South Carolina, ehemalige Botschafterin bei den Vereinten Nationen (2017–2018) - Mike Pence, Vize-Präsident (2017–2021) - David Perdue, ehemaliger Senator für Georgia (2015–2021), Zweiter in den Vorwahlen 2022 - Drew Ferguson, Kongressabgeordneter für Georgia (seit 2017) - Die Gouverneure Chris Christie (New Jersey; 2010–2018), Doug Ducey (Arizona; seit 2015), Pete Ricketts (Nebraska; seit 2015), Larry Hogan (Maryland; seit 2015), Glenn Youngkin (Virgina; seit 2022) - Geoff Duncan, Vizegouverneur von Georgia (seit 2016) - Chris Carr, Attorney General von Georgia (seit 2019) - 30 der 35 republikanischen Staatssenatoren von Georgia (darunter auch der Präsident pro Tempore und der Mehrheitsführer) - 88 der 103 republikanischen Abgeordneten im Repräsentantenhaus von Georgia (darunter auch der Speaker) - Vince Dooley, ehemaliger Trainer des Football-Teams an der University of Georgia - Handelskammer von Georgia - National Rifle Association - Republican Governors Association | - Hillary Clinton, ehemalige First Lady (1993–2001), ehemalige Außenministerin (2009–2013), Präsidentschaftskandidatin (2016) - Sally Yates, ehemalige stellvertretende United States Attorney General, kommissarische United States Attorney General (2017) - Kirsten Gillibrand, Senatorin für New York (seit 2009) - Amy Klobuchar, Senatorin für Minnesota (seit 2007) - Jeff Merkley, Senator für Oregon (seit 2009) - Jon Ossoff, Senator für Georgia (seit 2021) - Raphael Warnock, Senator für Georgia (seit 2021) - Pramila Jayapal, Kongressabgeordnete für Washington (seit 2017), Vorsitzende des Congressional Progressive Caucus (seit 2021) - Nikema Williams, Kongressabgeordnete für Georgia (seit 2021), Vorsitzender der demokratischen Partei Georgia (seit 2019) - Eric Swalwell, Kongressabgeordneter für Kalifornien (seit 2013), Vorwahlskandidat für die Präsidentschaft 2020 - Rebecca Mitchell, Abgeordnete im Repräsentantenhaus von Georgia (seit 2021) - Matthew Wilson, Abgeordneter im Repräsentantenhaus von Georgia (seit 2019) - Todd Gloria, Bürgermeister von San Diego (seit 2020) - AFL-CIO Georgia - AFSCME (Gewerkschaft des öffentlichen Dienstes) - Zwei lokalen Ableger der IBEW (Gewerkschaft der Energiewirtschaft) - Ein lokaler Ableger der CWA (Gewerkschaft der Kommunikations- und Medienbranche) - IUPAT (Gewerkschaft der Maler) - OPEIU (Gewerkschaft der Angestellte) - Workers United (Gewerkschaft der Textilbranche) - Ein lokaler Ableger der UFCW (Gewerkschaft des Verkaufs, des Gesundheitswesens und der Lebensmittelbranche) - EMILY’s List - MarchOn (progressive Frauenrechtsorganisation) - MoveOn (progressive Organisation) - People for the American Way (progressive Organisation) - Jaime Harrison, Vorsitzender des Democratic National Committee - Martin Luther King III, Bürgerrechtsaktivist und Sohn von Martin Luther King - Kerry Washington, Schauspielerin |

#### Umfragen
| Quelle                       | Datum                        | Brian Kemp                   | Stacey Abrams                | Sonstige                     | Unentschlossen               |
| Zusammenfassung der Umfragen | Zusammenfassung der Umfragen | Zusammenfassung der Umfragen | Zusammenfassung der Umfragen | Zusammenfassung der Umfragen | Zusammenfassung der Umfragen |
| ---------------------------- | ---------------------------- | ---------------------------- | ---------------------------- | ---------------------------- | ---------------------------- |
| RealClearPolitics            | 30. August 2022              | 48,6 %                       | 44,0 %                       | 7,4 %                        | –                            |
| FiveThirtyEight              | 30. August 2022              | 49,4 %                       | 44,3 %                       | 6,3 %                        | –                            |
| Umfragen                     |                              |                              |                              |                              |                              |
| Wick                         | 6. Februar 2022              | 49 %                         | 44 %                         | –                            | 3 %                          |
| Quinnipiac University        | 24. Januar 2022              | 49 %                         | 47 %                         | –                            | 3 %                          |
| University of Georgia        | 24. Januar 2022              | 48 %                         | 41 %                         | 1 %                          | 8 %                          |
| UNLV Business School         | 3. Januar 2022               | 44 %                         | 40 %                         | –                            | 16 %                         |
| Redfield & Wilton Strategies | 9. November 2021             | 47 %                         | 44 %                         | 3 %                          | 4 %                          |

#### Ergebnis
| Kandidaten                         | Kandidaten     | Parteien               | Stimmen   | %    | +/-  |
| ---------------------------------- | -------------- | ---------------------- | --------- | ---- | ---- |
|                                    | Brian Kemp     | Republikanische Partei | 2.111.572 | 53,4 | ▲3,2 |
|                                    | Stacey Abrams  | Demokratische Partei   | 1.813.673 | 45,9 | ▼3,0 |
|                                    | Shane T. Hazel | Libertäre Partei       | 28.163    | 0,7  | ▼0,2 |
| Gesamt                             | Gesamt         | Gesamt                 | 3.953.408 | 100  |      |
|                                    |                |                        |           |      |      |
| Quelle: Georgia Secretary of State |                |                        |           |      |      |

### Vizegouverneur

#### Umfragen
| Quelle                                          | Datum          | Jones | Bailey | Graham | Unentschlossen |
| ----------------------------------------------- | -------------- | ----- | ------ | ------ | -------------- |
| InsiderAdvantage (R)                            | 22. Juli 2022  | 43 %  | 37 %   | 4 %    | 16 %           |
| University of Georgia                           | 22. Juli 2022  | 41 %  | 36 %   | 7 %    | 16 %           |
| Research Affiliates (D) (von Bailey finanziert) | 1. August 2022 | 43 %  | 43 %   | -      | 14 %           |

#### Ergebnis
| Kandidaten                         | Kandidaten     | Parteien               | Stimmen   | %    | +/-  |
| ---------------------------------- | -------------- | ---------------------- | --------- | ---- | ---- |
|                                    | Burt Jones     | Republikanische Partei | 2.009.617 | 51,4 | ▼0,3 |
|                                    | Charlie Bailey | Demokratische Partei   | 1.815.524 | 46,4 | ▼1,9 |
|                                    | Ryan Graham    | Libertäre Partei       | 85.207    | 2,2  | ▲2,2 |
| Gesamt                             | Gesamt         | Gesamt                 | 3.910.348 | 100  |      |
|                                    |                |                        |           |      |      |
| Quelle: Georgia Secretary of State |                |                        |           |      |      |

### Secretary of State
| Kandidaten                         | Kandidaten         | Parteien               | Stimmen   | %    | +/-  |
| ---------------------------------- | ------------------ | ---------------------- | --------- | ---- | ---- |
|                                    | Brad Raffensperger | Republikanische Partei | 2.081.241 | 53,2 | ▲4,1 |
|                                    | Bee Nguyen         | Demokratische Partei   | 1.719.922 | 44,0 | ▼5,3 |
|                                    | Ted Metz           | Libertäre Partei       | 108.884   | 2,8  | ▲0,6 |
| Gesamt                             | Gesamt             | Gesamt                 | 3.910.047 | 100  |      |
|                                    |                    |                        |           |      |      |
| Quelle: Georgia Secretary of State |                    |                        |           |      |      |

### Attorney General
| Kandidaten                         | Kandidaten   | Parteien               | Stimmen   | %    | +/-  |
| ---------------------------------- | ------------ | ---------------------- | --------- | ---- | ---- |
|                                    | Chris Carr   | Republikanische Partei | 2.032.500 | 51,9 | ▲0,6 |
|                                    | Jen Jordan   | Demokratische Partei   | 1.826.437 | 46,6 | ▼2,1 |
|                                    | Martin Cowen | Libertäre Partei       | 60.107    | 1,5  | ▲1,5 |
| Gesamt                             | Gesamt       | Gesamt                 | 3.919.044 | 100  |      |
|                                    |              |                        |           |      |      |
| Quelle: Georgia Secretary of State |              |                        |           |      |      |